# Estàtua d'Amenemhet III (Berlín)

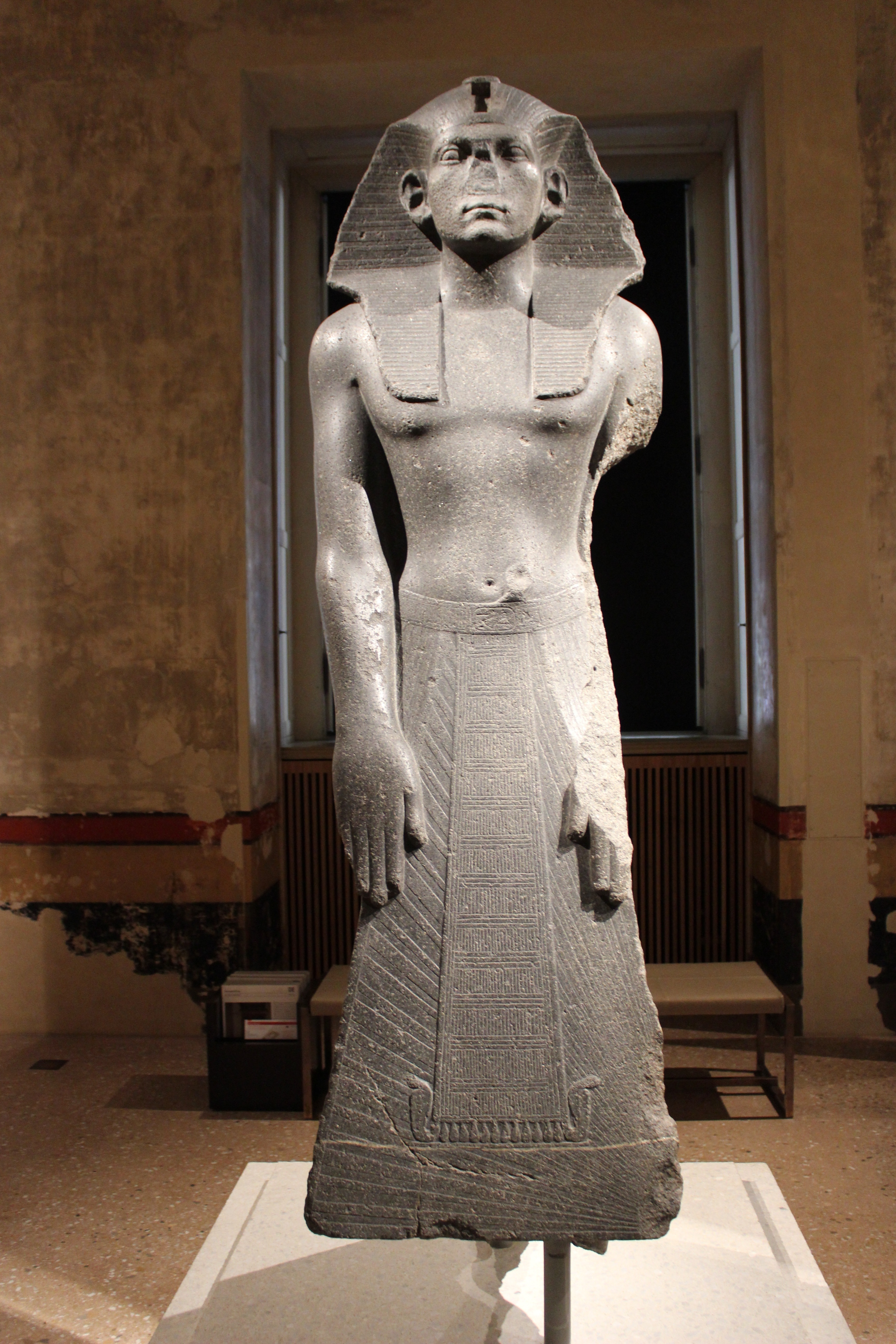
Estàtua d'Amenemhet III

L'Estàtua d'Amenemhet III, que ara encara és al Museu Egipci de Berlín (núm. inv. 1121), la va trobar el 1854 Joseph Hekekyan (1807-1875) a Memfis, Egipte. La va comprar per al Museu Egipci berlinés al 1855. L'estàtua és una de les peces més destacades d'aquest museu i una de les escultures més destacades de l'antic Egipte en general.
L'estàtua és de granodiorita i fa dos metres d'alçada, tot i que li manquen els peus i el braç esquerre. Mostra el rei de l'Imperi Mitjà, Amenemhet III, dempeus en posició d'oració, amb els braços al llarg del cos i les mans amb els palmells damunt les cuixes. Duu el tocat nemes i un drap llarg amb un cinyell amb fins brodats penjant, adornat en l'orla amb cobres solars. El nom del tron del rei encara es conserva al nus del cinyell. En la Dinastia XIX, l'estàtua fou regravada en resina pel rei Merenptah. Els seus noms i títols són al pilar posterior, però quan Merenptah la usurpà, en retocà la cara i tota l'estàtua la va recobrir amb guix i pintura.
El rostre mostra un rei sense edat. Hi ha dos tipus d'estàtues contemporànies que representen aquest rei. Moltes estàtues mostren un rostre madur amb clars signes de vellesa, mentre que altres segueixen l'estil tradicional amb trets més joves, de plenitud física. L'estàtua de Berlín pertany clarament al darrer tipus.